# Парламентские выборы в ЮАР (2024)
Парламентские выборы 2024 года в ЮАР проходили 29 мая. Они стали 7-ми парламентскими выборами со времени окончания апартеида в 1994 году и определят кто будет президентом ЮАР.
Голосование завершилось без инцидентов и с высокой явкой избирателей.

## Избирательная система
Нижняя палата парламента ЮАР, Национальная ассамблея, состоит из 400 членов, избираемых на 5 лет по пропорциональной системе с закрытыми партийными списками. 200 депутатов избираются по национальным партийным спискам, а остальные 200 — по провинциальным спискам. На заседании Национальной ассамблее выбирается президент.
Законодательные собрания провинций имеют от 30 до 80 депутатов и избираются также по партийным спискам. Премьеры провинций избираются провинциальными собраниями.
Верхняя палата парламента ЮАР, Национальный совет провинций, состоит из 90 членов, по 10 депутатов от каждой провинции, которые избираются законодательными собраниями соответствующих провинций.

## Результаты
Впервые правящая партия «Африканский национальный конгресс» набрав 40,2 % голосов, потеряла абсолютное большинство в парламенте. Коалиция оппозиционных сил «Демократический альянс» получила 21,6 % голосов, партия «Копье нации» — 14,7 %, «Борцы за экономическую свободу» — 9,4 %.